# قميعة (نبات)
قُمَيْعَة (الاسم العلمي: Strobilanthes)، الاسم العلمي من اليوناني بمعنى «القمع». جنس نباتات مُزهرة من فصيلة الأقنثية. تضم حوالي 350 نوعًا. معظم أنواعها مواطنها الأصلية في آسيا الاستوائية ومدغشقر، ولكن بعض أنواعها تمتد مواطنها شمالا إلى المناطق المعتدلة في آسيا.